# Klismos

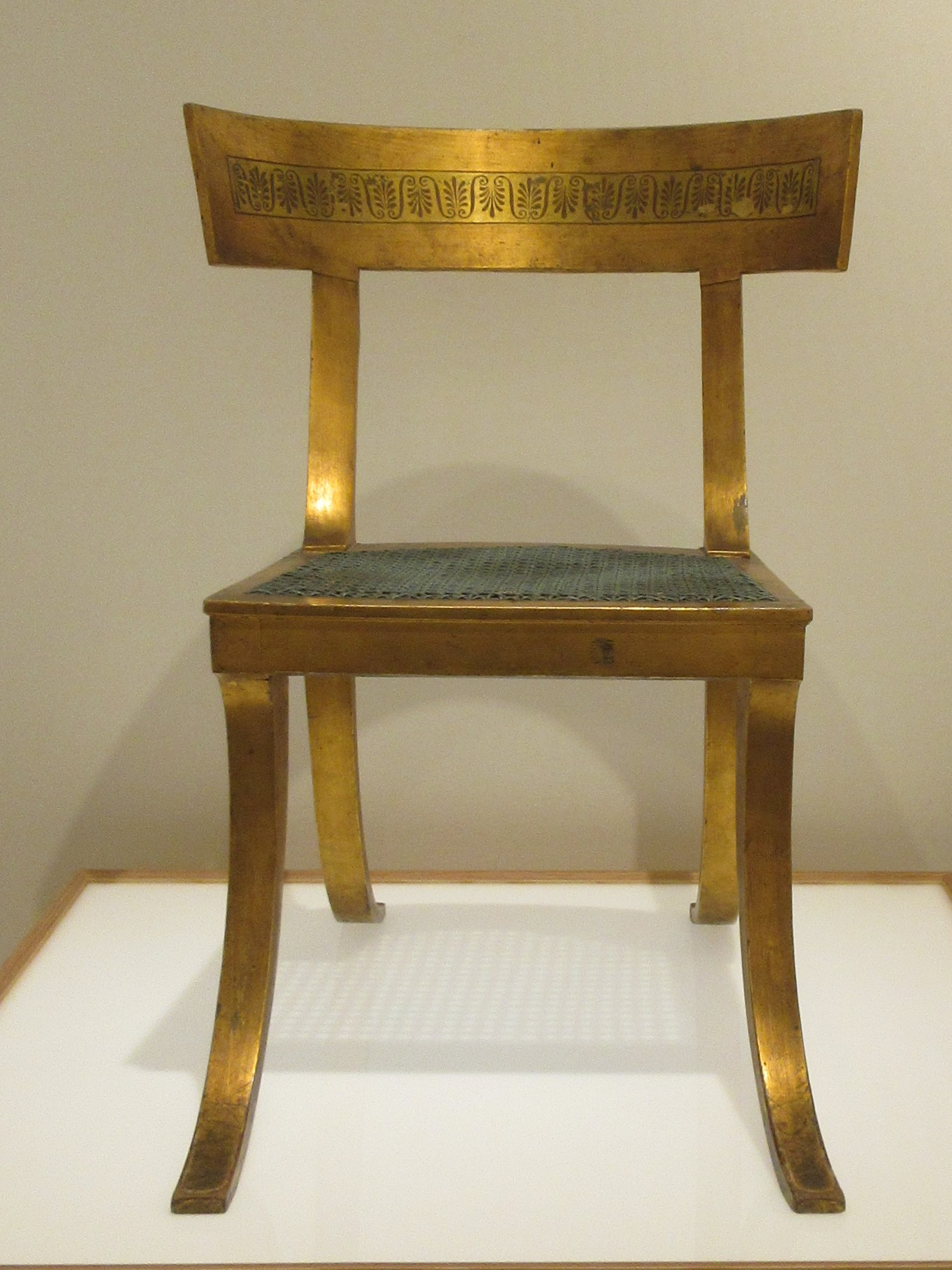
Chaise Klismos

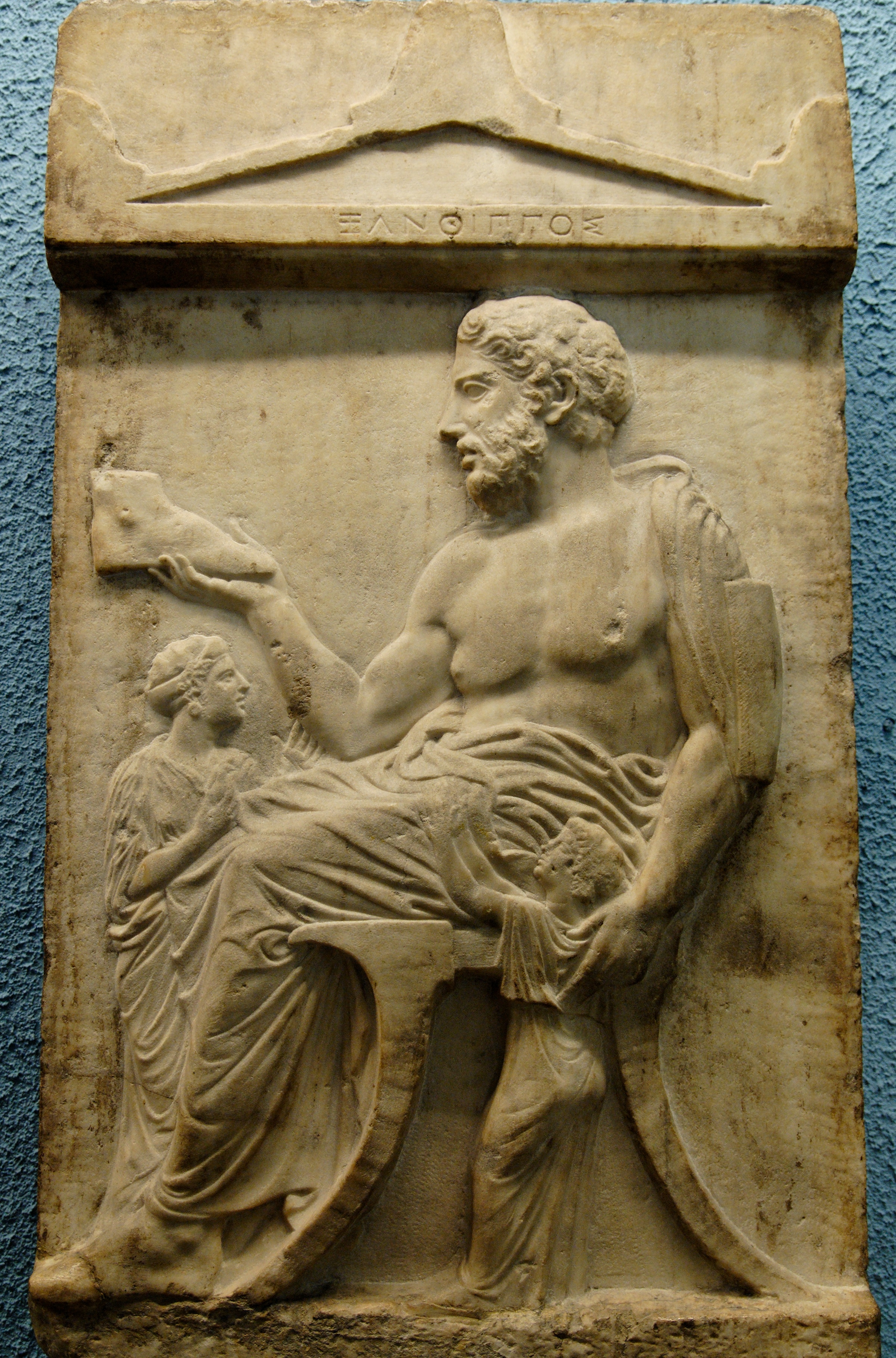
Chaise de type klismos, sur la stèle de Xanthippe, Athènes, vers -430/-420.

Un klismos (grec : κλισμός) est un type de chaise de la Grèce antique, pourvue d'un dossier incurvé et de pieds cintrés et effilés.

## Grèce classique
Les klismoi sont communs dans les représentations de meubles anciens, sur les céramiques peintes et les bas-reliefs du milieu du Ve siècle av. J.-C. Dans l'épopée homérique, un klismos est un fauteuil, mais aucune description spécifique n'est donnée de sa forme : dans l'Iliade, chant XXIV, à l'appel de Priam, Achille se lève de son thronos, relève le vieillard, prépare le corps d'Hector à des funérailles décentes et revient prendre sa place sur son klismos.
Un vase représentant un satyre portant un klismos sur son épaule montre à quel point ces chaises étaient légères. Les pieds incurvés et effilés de la chaise klismos glissent vers l’avant et l’arrière pour offrir une stabilité accrue. Les pieds arrière sont continuellement en fléchissement pour supporter un large dossier concave comme une tablette incurvée qui supporte les épaules ou peut être suffisamment bas pour appuyer un coude.

## Époque hellénistique et romaine

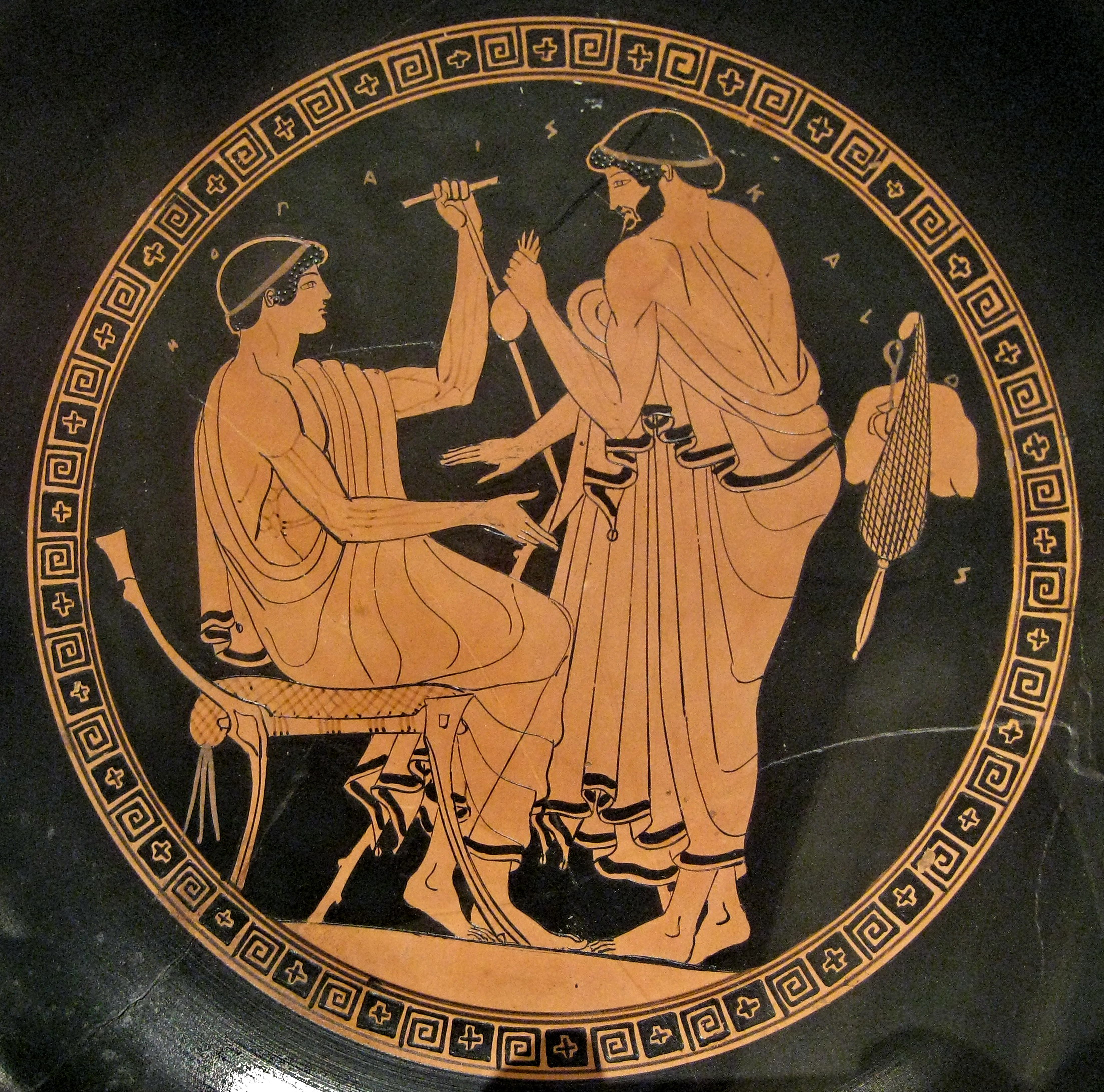
Homme sollicitant les faveurs d'un garçon en échange d'une bourse remplie d'argent. Inscription : ΗΟ ΠΑΙΣ ΚΑΛΟΣ (« le garçon est beau »). Kylix athénienne à figures rouges, Metropolitan Museum of Art (New York).

Le klismos est tombé en disgrâce dans la période hellénistique. Cependant, le théâtre de Dionysos au pied de l'acropole d'Athènes, du premier siècle de notre ère, montre des figures sculptées de klismoi. À l'époque romaine, les représentations de klismoi dans les portraits sculptés de personnes assises sont des imitations ou des copies d'œuvres grecques. La désaffection pour le klismos pourrait être due à sa fragilité, les pieds cintrés du fauteuil ayant tendance à dévier vers l’extérieur, au point que, sans autre support, les pieds s’écartent et finissent par se briser sous la personne assise.

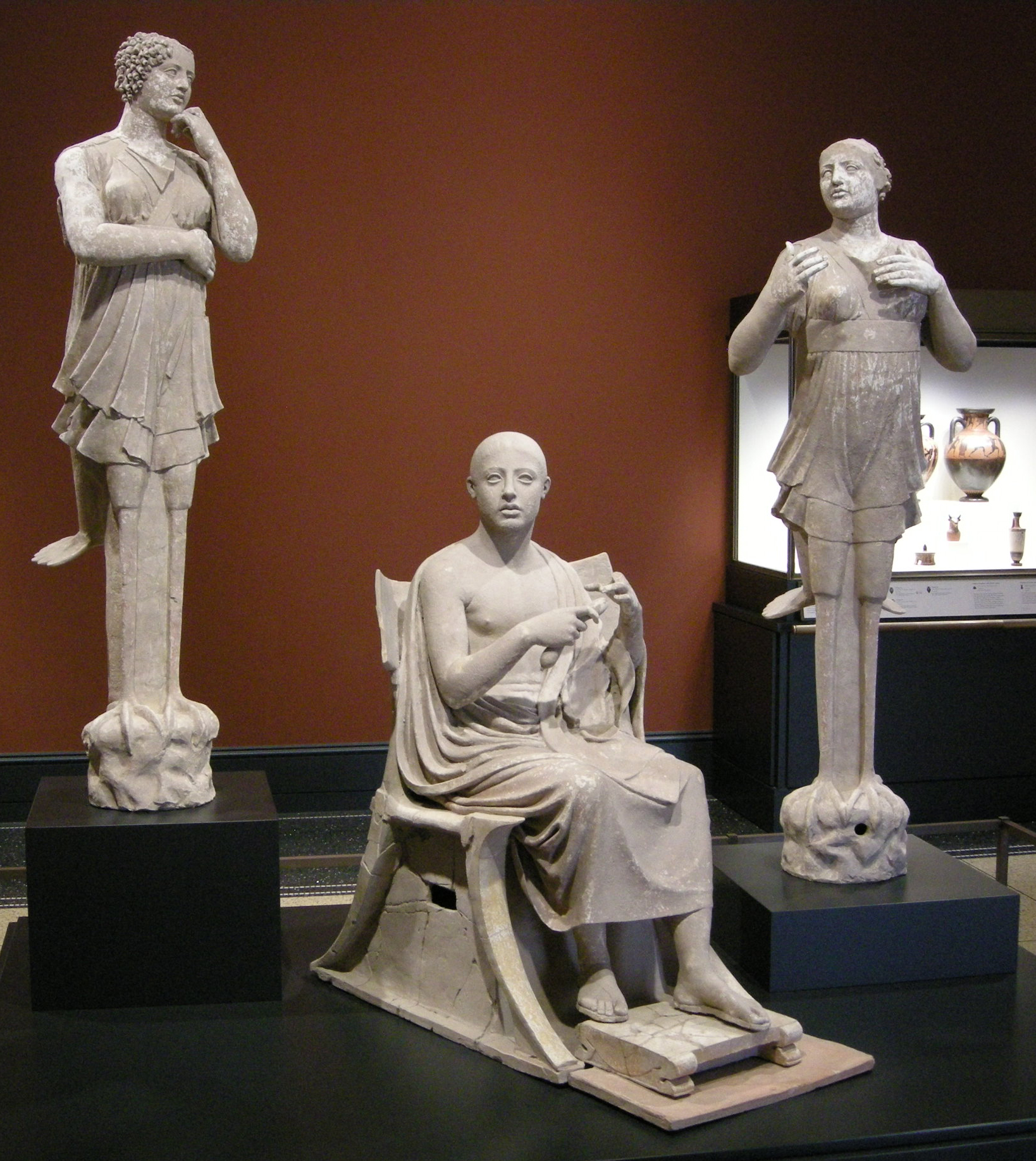
Groupe sculpté de Tarente, avec un homme assis sur un klismos.
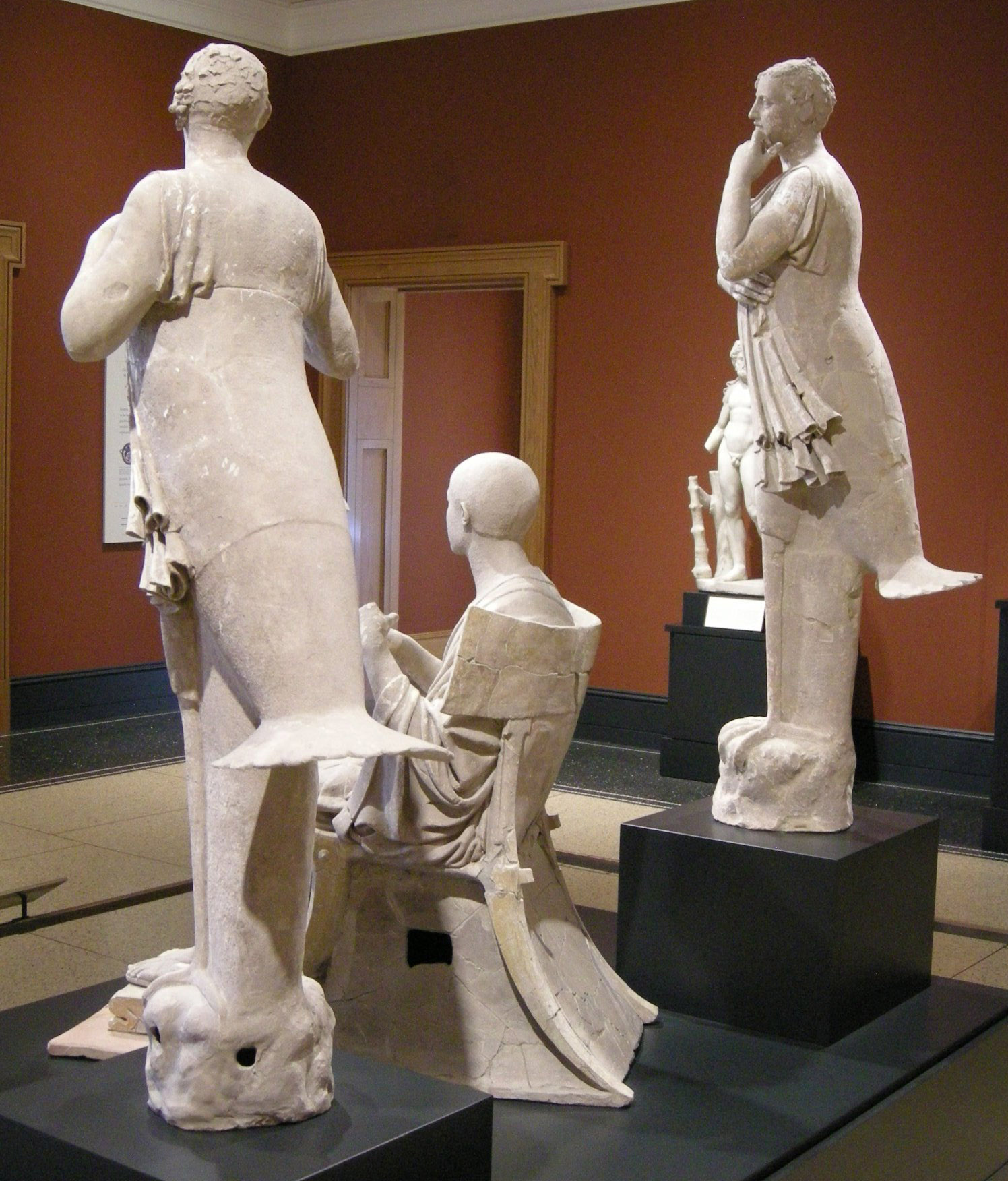
Le même groupe vu de dos (Getty Museum).